# Philonotis corticata
Philonotis corticata är en bladmossart som beskrevs av H. Crum och O. Griffin 1981. Philonotis corticata ingår i släktet källmossor, och familjen Bartramiaceae. Inga underarter finns listade i Catalogue of Life.